# Bâtonnier (Suisse)
Pour les articles homonymes, voir Bâtonnier.
Le bâtonnier est le représentant des avocats inscrits au barreau. En tant que primus inter pares (premier parmi ses pairs), il est chargé de présider l'Ordre des avocats, de représenter ses membres et de garantir la déontologie professionnelle. En Suisse, le bâtonnier est le président de l'Ordre des avocats d'un canton. La Fédération suisse des avocats, organisation faîtière des avocats suisses, recense vingt-quatre Ordres des avocats cantonaux pour vingt-six cantons. Les demi-cantons de Nidwald et d'Obwald ont un seul Ordre des avocats de même que ceux d'Appenzell Rhodes-Intérieures et d'Appenzell Rhodes-Extérieures, tandis que les cantons de Bâle-Ville et de Bâle-Campagne ont deux Ordres des avocats distincts,,,.